# Bellissima
Bellissima  is een Italiaanse dramafilm uit 1952 onder regie van Luchino Visconti.

## Verhaal
Maddalena woont in een arme wijk in Rome. Ze schrijft haar jonge dochter in voor een talentenjacht, die georganiseerd wordt door de regisseur Blasetti in de studio's van Cinecittà. Maddalena wil dat haar dochter wordt uitgekozen. Zij heeft kosten noch moeite gespaard, zodat haar dochter de mooiste en best geklede deelneemster is. Als ze merkt dat de jury om de jeugdige onhandigheid van haar dochter lacht, weigert ze een contract en vernietigt haar eigen dromen.

## Rolverdeling
| Acteur              | Personage              |
| ------------------- | ---------------------- |
| Anna Magnani        | Maddalena Cecconi      |
| Walter Chiari       | Alberto Annovazzi      |
| Tina Apicella       | Maria Cecconi          |
| Gastone Renzelli    | Spartaco Cecconi       |
| Tecla Scarano       | Tilde Spernanzoni      |
| Lola Braccini       | Vrouw van de fotograaf |
| Arturo Bragaglia    | Fotograaf              |
| Nora Ricci          | Wasvrouw               |
| Vittorina Benvenuti |                        |
| Linda Sini          | Mimmetta               |
| Teresa Battaggi     | Snobistische moeder    |
| Gisella Monaldi     | Conciërge              |
| Amalia Pellegrini   |                        |
| Luciana Ricci       |                        |
| Giuseppina Arena    |                        |

## Prijzen en nominaties
| Jaar | Prijs            | Categorie     | Genomineerde(n) | Uitslag  |
| ---- | ---------------- | ------------- | --------------- | -------- |
| 1952 | Nastro d'Argento | Beste actrice | Anna Magnani    | Gewonnen |